# Stichobasis postmeridianus
Stichobasis postmeridianus là một loài bướm đêm thuộc họ Psychidae that was disovered năm 2010 in the Maltese Islands. The species is featured in the journal of the Entomological Society of Malta.